# Дикусар Лідія Данилівна
Лідія Данилівна Дикусар (1953 — ?) — молдавська радянська діячка, прядильниця Тираспольського виробничого бавовняного об'єднання Молдавської РСР. Кандидат у члени ЦК КП Молдавії в 1986—1990 роках. Член ЦК КП Молдавії в 1989—1990 роках. Кандидат у члени Бюро ЦК КП Молдавії з травня 1989 до 1990 року. Депутат Верховної Ради Молдавської РСР 11-го скликання.

## Біографія
У 1973 році закінчила Бендерський технікум легкої промисловості Молдавської РСР.
У 1973—1977 роках — інструктор виробничого навчання Тираспольського виробничого бавовняного об'єднання Молдавської РСР.
Член КПРС з 1977 року.
З 1977 року — прядильниця Тираспольського виробничого бавовняного об'єднання Молдавської РСР.
Подальша доля невідома.